# Vaga revolucionària d'octubre de 1934
La Revolució de 1934 o vaga general revolucionària d'octubre de 1934 fou un moviment vaguístic revolucionari que es va produir entre els dies 5 i 19 d'octubre de 1934 durant el bienni radical-cedista de la II República. Aquest moviment va estar encoratjat des d'amplis sectors i per importants dirigents del PSOE i la UGT, com Largo Caballero o Indalecio Prieto i de forma desigual per la Confederació Nacional del Treball (CNT), la Federació Anarquista Ibèrica (FAI) i el Partit Comunista d'Espanya (PCE).
Els principals focus de la rebel·lió es van produir a Catalunya i a Astúries, on van tenir lloc els successos més greus.

## Context històric
Després de les eleccions generals de 1933, els radicals formen un govern monocolor minoritari liderat per Alejandro Lerroux, i amb el suport a les Corts de la Confederació Espanyola de Dretes Autònomes (CEDA). Aquest últim partit, d'ideologia clerical conservadora i antirepublicana, en ser el partit més votat, s'havia convertit en la principal minoria de la cambra.
L'octubre de 1934, la CEDA retira la seva confiança al govern centrista dels radicals de Lerroux i exigeix participació. El president de la República Alcalá-Zamora, malgrat els temors que li inspirava la doctrina de Gil-Robles sobre l'accidentalisme de les formes de govern, decideix indicar a Lerroux que s'incloguin tres ministres de la CEDA en el Gabinet.
No obstant això, aquest nomenament no és acceptat pels partits d'esquerra, especialment el PSOE, que esperaven una convocatòria anticipada d'eleccions generals.
En les eleccions anteriors, el PSOE, havia obtingut 1.627.472 vots i tan sols 58 escons; mentre que els radicals, amb 806.340 vots, obtenien 104 escons. Així, dels 8.535.200 vots emesos, 3.365.700 van ser per a partits de dreta, 2.051.500 per a partits de centre i 3.118.000 per als partits d'esquerra Aquesta diferència es va deure a la modificació de la legislació electoral, modificació aprovada el 1933 amb el suport dels partits llavors majoritaris, entre ells, el mateix PSOE.

## Desenvolupament de la vaga insurreccional
A Madrid, el dia 5, la UGT va declarar una vaga general, que la CNT no va recolzar. Els vaguistes van intentar l'assalt a la Presidència del Govern i, després de dues hores de trets, el Govern de la República va dominar la situació i va empresonar als revoltats.
A Aragó, Andalusia i Extremadura, els camperols, esgotats per les vagues que s'havien produït durant els mesos de març, abril i juny, no van secundar la nova vaga.
A Cantàbria, la vaga es va desenvolupar del dia 5 al 16; va ser el seu epicentre la zona industrial de Torrelavega i la conca del Besaya. La normalitat no va tornar a Torrelavega fins al dia 18 i el balanç final va ser d'onze morts a la regió.

### La Revolució d'Octubre al País Basc
Després d'Astúries i de Catalunya, el lloc on els esdeveniments d'octubre de 1934 van tenir major gravetat va ser al País Basc. Allí, durant la setmana que va durar la vaga insurreccional (del 5 al 12 d'octubre), va haver-hi quaranta víctimes mortals (la majoria d'elles insurrectes, més un guàrdia civil i un guàrdia d'assalt), entre elles, un personatge de la rellevància de Marcelino Oreja Elósegui, diputat per Biscaia en 1931 i 1933 i destacat militant tradicionalista, l'assassinat del qual a Arrasate va commocionar tot el País Basc.
El valor que van concedir els socialistes al País Basc per al triomf de la revolució a tot Espanya s'explica per la importància estratègica de la zona minera i industrial de Bilbao i d'Eibar, el principal centre de fabricació d'armes del país (amb unes trenta fàbriques, dues d'elles cooperatives socialistes), a més del pes de Biscaia en ser un dels bastions històrics del socialisme espanyol i base política d'Indalecio Prieto, un dels líders del moviment insurreccional. No obstant això, els socialistes no van poder comptar amb el Partit Nacionalista Basc, el primer partit basc després de les eleccions de novembre de 1933, ni amb el seu sindicat Solidaritat d'Obrers Bascos (SOV) perquè es tractava de dues organitzacions catòliques contràries a la idea del socialisme. Per aquest motiu, tan bon punt va començat la insurrecció, la direcció del PNB va ordenar als seus afiliats que s'“abstinguessin de participar en moviment de cap classe i paressin esment a les ordres que, si calgués, serien donades per les autoritats”.
Si bé a Àlaba la “vaga general revolucionària” convocada pels socialistes va tenir un escàs seguiment, i el mateix va ocórrer a Navarra (només va haver-hi incidents a Altsasu on es va produir l'única víctima mortal de la província: el dia 8 en un xoc amb la Guàrdia civil un vaguista va resultar mort), a Biscaia i a Guipúscoa sí que es va produir una vaga insurreccional que va durar entre els dies 5 i 12 d'octubre, i en alguns punts, com la zona minera de Biscaia, el conflicte es va perllongar fins al dilluns 15 d'octubre.
La intervenció de la Guàrdia Civil, de la Guàrdia d'Assalt i de l'Exèrcit va sufocar la revolució amb un saldo d'almenys quaranta morts, entre ells, alguns dirigents locals carlins d'Eibar i Arrasate i el diputat tradicionalista Marcelino Oreja Elósegui, morts pels esquerrans, i diversos vaguistes, morts en els enfrontaments armats.

### Proclamació de l'Estat Federat Català
A Barcelona, el Govern de la Generalitat de Catalunya presidit per Lluís Companys, d'Esquerra Republicana de Catalunya (ERC), proclama l'Estat Català de la República Federal Espanyola, en la nit del 6 al 7 d'octubre. De fet, la República Espanyola era un "Estat integral", no un Estat federal. L'al·locució de Companys fou la següent: 
| « | Catalans: Les forces monarquitzants i feixistes que d'un temps ençà pretenen trair la República han aconseguit el seu objectiu i han assaltat el poder. Els partits i els homes que han fet públiques manifestacions contra les minvades llibertats de la nostra terra, els nuclis polítics que prediquen constantment l'odi i la guerra a Catalunya, constitueixen avui el suport de les actuals institucions (...). En aquesta hora solemne, en nom del poble i del parlament, el Govern que presideixo assumeix totes les facultats del poder a Catalunya, proclama l'Estat Català de la República Federal Espanyola i, en establir i fortificar la relació amb els dirigents de la protesta general contra el feixisme, els convida a establir a Catalunya el govern provisional de la República, que trobarà al nostre poble català el més generós impuls de fraternitat en l'anhel comú d'edificar una República Federal lliure i magnífica. | » |

Aquest fet va provocar la proclamació de l'estat de guerra i la intervenció de l'exèrcit, comandat pel general Domènec Batet i Mestres, que va dominar ràpidament la situació després d'algunes lluites —en les quals van morir unes quaranta persones—, de la detenció de Companys i de la fugida de Josep Dencàs, qui va marxar a França. L'autonomia catalana va ser suspesa pel Govern que també va designar un Consell de la Generalitat que va substituir la Generalitat de Catalunya i en el que hi van participar diferents dirigents de la Lliga Catalana i el Partit Republicà Radical. També es va detenir Azaña, qui es trobava casualment a Barcelona per assistir als funerals del que fos ministre del seu gabinet Jaume Carner.

### Revolució d'Astúries
A Astúries la CNT mantenia una postura més favorable a la formació d'aliances obreres que en altres zones d'Espanya. D'aquesta manera aquesta organització i la UGT havien signat al març un pacte amb el qual va estar d'acord la FSA, federació del PSOE a Astúries, forjant l'aliança obrera plasmada en la UHP sorgida el mes anterior. A la UHP se li anirien unint altres organitzacions obreres com el BOC, l'Esquerra Comunista i finalment el PCE.
Els miners disposaven d'armes i dinamita i la revolució estava molt bé organitzada. Es proclama a Oviedo la República Socialista Asturiana i s'ataquen els quarters de la Guàrdia Civil, les esglésies, els ajuntaments, etc. estant als tres dies gairebé tota Astúries en mans dels miners, incloses les fàbriques d'armes de Trubia i La Vega. Als deu dies, uns 30.000 treballadors formen l'Exèrcit Roig Asturià. Va haver-hi actes de pillatge i violència no atribuïbles a l'organització revolucionària, però la repressió va ser molt dura on els revolucionaris van trobar resistència. Des del govern consideren que la revolta és una guerra civil en tota regla, encara desconeixent que els miners comencen a considerar a Mieres la possibilitat d'una marxa sobre Madrid.
El govern adopta una sèrie de mesures enèrgiques. Davant la petició de Gil-Robles comunicant Lerroux que no es fia del cap d'Estat Major, general Masquelet, els generals Goded i Franco (que tenia experiència en haver participat en la repressió de la vaga general de 1917 a Astúries) són anomenats perquè dirigeixin la repressió de la rebel·lió des de l'Estat Major a Madrid. Aquests recomanen que es portin tropes de la Legió i de Regulars des del Marroc. El govern accepta la seva proposta i el radical Diego Hidalgo Durán, ministre de la Guerra, justifica formalment l'ocupació d'aquestes forces mercenàries, en el fet que li preocupava l'alternativa que joves reclutes peninsulars morissin en l'enfrontament, per la qual cosa la solució adoptada li sembla molt acceptable.
Durant la revolució de 1934 la ciutat d'Oviedo va quedar assolada en bona part;resulten incendiats, entre altres edificis, el de la Universitat, la biblioteca de la qual guardava fons bibliogràfics d'extraordinari valor que no es van poder recuperar, o el teatre Campoamor. També va ser dinamitada La Cambra Santa en la Catedral, on van desaparèixer importants relíquies portades a Oviedo, quan era cort, des del Sud d'Espanya.
El general Eduardo López de Ochoa, comandant les forces militars governamentals, es va dirigir a recolzar les tropes assetjades a Oviedo, i el coronel Juan Yagüe amb els seus legionaris i amb suport de l'aviació. La repressió posterior va ser molt dura.
A Llangréu, La Felguera i al barri del Llano de Gijón es van arribar a donar breus experiències de comunisme llibertari:
| «                                                                                               | A la barriada del Llano es va procedir a regularitzar la vida d'acord amb els postulats de la CNT: socialització de la riquesa, abolició de l'autoritat i el capitalisme. Va ser una breu experiència plena d'interès, ja que els revolucionaris no van dominar la ciutat. […] Es va seguir un procediment semblant al de Llangréu. Per a l'organització del consum es va crear un Comitè de Proveïments, amb delegats per carrers, establerts en les tendes de comestibles, que controlaven el nombre de veïns de cada carrer i procedien a la distribució dels aliments. Aquest control per carrer permetia establir amb facilitat la quantitat de pa i d'altres productes que es necessitaven. El Comitè de Proveïments portava el control general de les existències disponibles, particularment de la farina. | » |
| — Manuel Villar. L'anarquisme en la insurrecció d'Astúries: la CNT i la FAI a l'octubre de 1934 | |   |

A la conca minera palentina també es van produir greus successos. El 5 d'octubre els miners de Barruelo de Santullán es van aixecar en armes i van prendre el control del poble, ocasionant la mort d'un tinent coronel i dos nombres de la Guàrdia Civil, a més del director del col·legi marista. En aquests enfrontaments també moriren l'alcalde socialista i quatre miners. A Guardo, els miners van prendre a l'assalt i van calar foc a la caserna de la Guàrdia Civil; durant els enfrontaments, va perdre la vida un agent. L'arribada de l'exèrcit va ocasionar la fugida a les muntanyes dels revolucionaris, que posteriorment es van ser rendint i lliurant a les autoritats. A la resta d'Espanya, va haver-hi alguns incidents reprimits ràpidament per les forces de l'ordre republicanes.
S'estima que, en els quinze dies de revolució, va haver-hi en tot Espanya entre 1.500 i 2.000 morts (encara que alguns autors parlen de 1.000 i fins a 4.000) dels quals uns 320 eren guàrdies civils, soldats, guàrdies d'assalt i carabiners; i uns 35 sacerdots. La ciutat d'Oviedo va quedar pràcticament destruïda i s'estima que arreu d'Espanya van ser detingudes i sotmeses a judici entre 15.000 i 30.000 persones per participar en la revolució. Les dades són difícils de comprovar a causa de la forta censura que es va aplicar.
En 1937 el ministre de la Guerra Diego Hidalgo Durán, responsable de la repressió, confia la seva opinió a un periodista nord-americà corresponsal de guerra per a l'agència Associated Press:
| «                                                | Sé com deu sentir-se un criminal assetjat —em va dir, somrient desmaiadament. Però no sóc un criminal; només vaig complir el meu deure com a ministre de la Guerra quan vaig ordenar que l'exèrcit ataqués als extremistes d'esquerres. Des de quan el compliment del deure d'és un crim? Si hagués d'enfrontar-me de nou amb la mateixa situació, no dubtaria a comportar-me igual que llavors, encara sabent el que m'esperava. | » |
| — Edward Knoblaugh Última hora: guerra a Espanya | |   |

## Consideracions
La historiografia ha debatut molt sobre aquests esdeveniments. Alguns autors assenyalen la importància d'aquests fets en la posterior Guerra Civil Espanyola de 1936.
L'historiador nord-americà Gabriel Jackson, en la seva obra titulada La República espanyola i la guerra civil (1931-1939), publicada en 1965, defensa que aquests successos van augmentar els odis i la polarització a dues bandes de la política espanyola entre revolucionaris i conservadors, tensions que acabarien emportant-se els escassos republicans que intentaven mantenir la legalitat de la Segona República Espanyola. Hugh Thomas té una opinió semblant.
Altres autors, com el també nord-americà Stanley G. Payne, desmenteixen aquesta versió en diverses de les seves obres assenyalant que els anomenats republicans —encarnats no ja en el Partit Republicà Radical de Alejandro Lerroux sinó en la coalició Izquierda Republicana de Manuel Azaña— podria haver estat responsables de la desaparició de la II República Espanyola per haver col·laborat, sense gairebé reserves, amb les faccions més extremistes, nombroses i revolucionàries de l'època —representades en el PSOE— permetent-los tot tipus d'excessos malgrat la seva col·laboració provada en la revolució d'octubre.
Molts autors han estat els que han dissertat, des de molt diverses postures polítiques, sobre octubre de 1934 i les seves conseqüències: així Joaquín Arrarás, Juan A. Sánchez García-Saúco, Ricardo de la Cierva, Ángel Palomino, Paul Preston, Manuel Tuñón de Lara, i un llarg etcètera, es mouen des d'una reacció espontània de les masses treballadores i revolucionàries en contra de la imminent arribada al poder del conservadorisme feixistitzant, representat en la Confederació Espanyola de Dretes Autònomes (CEDA), liderada per José María Gil-Robles y Quiñones, guanyador per majoria simple en les eleccions anticipades de 1933, fins a un projecte de revolució.